# Джиджи Горджъс
Жизел Лорен „Джиджи“ Лазерато (на английски: Giselle Loren 'Gigi' Lazzarato) (родена Грегъри Алън Лазерато) (на английски: Gregory Allan Lazzarato), позната като Джиджи Горджъс (преведено от английски: Превъзходната Джиджи), е канадска актриса, модел, бизнесмен, интернет личност и гримьор.
Известна е с публичната си промяна на пола и обявяването си за транссексуална жена, като в същото време не спира да записва влогове и да поддържа онлайн имиджа си. Освен че е интернет личност, тя се появява и в десетки телевизионни предавания. Джиджи участва и в онлайн реалити шоуто „The Avenue“ в рамките на три години.

## Ранни години
Лазерато е второто от три деца в семейството на Дейвид и Джудит Лазерато (преди Белдинг). Родена е с мъжки пол. Фамилията ѝ има италиански, ливански и френски корени, а самата тя е израснала с католическата вяра. Има двама братя, Адам и Кори.
По време на тийнейджърските си години, Джиджи (тогава Грегъри) е шампион по гмуркане. Изучавала е мода в колеж в Торонто, но по-късно решава да се откаже от образованието си, за да се фокусира върху кариерата си на влогър. Майка ѝ, Джудит, умира от левкемия през 2012 г.

## Кариера

### 2008 – 2014 г.: начало на кариерата
Преди смяната на пола си, Лазерато е позната като Грегъри или Грег и качва видеа със съвети за гримиране в YouTube, започвайки през 2008 година. По това време, идентифицира себе си като хомосексуален мъж. След промяната, започва да снима повече клипове, в които говори повече за мода и лайфстайл. Към юли 2016, каналът ѝ има почти 2,3 милиона абонати и над 281 милиона гледания.
Участвала е в десетки телевизионни предавания, сред които „Project Runway“, и често снима влогове с други известни личности. През 2014 година, получава награда на Logo TV за подкрепата си към ЛГБТ младежта. Често присъства на събирания на влогъри, на които се среща с фенове и дава съвети за гримиране. Няколко пъти е участвала в ревюта на Марко Марко.

### От 2015 г.: пробив и филмова кариера
Лазерато винаги използва статута си на знаменитост, за да говори за проблемите на транссексуалните и ЛГБТ обществото, както и да спре насилието върху тях. Тя е включена в предаване на ABC за Кейтлин Дженър, което показва и други транссексуални личности.
През 2015, работи върху таен проект с Майли Сайръс. По-късно, двете разкриват, че подготвят статия за списание „Marie Claire“, която излиза през същата година. Джиджи е част от фондацията на Майли – „Happy Hippie“. Тя и други транссексуални представят изпълнението на Сайръс на видеомузикалните награди на МТВ през 2015 година.

## Личен живот
Лазерато разкрива, че е транссексуална жена през декември 2013 г. Оттогава се подлага на различни козметични процедури, сред които промяна на хормони, уголемяване на бюста, ринопластика и други. Законно сменя името си през март 2014 г.

## Филмография

### Филми
| Заглавие         | Година | Роля    | Режисьор       | Бележки          |
| ---------------- | ------ | ------- | -------------- | ---------------- |
| Мразя себе си    | 2015   | Амбър   | Майкъл Галахар | Кратка продукция |
| По-добре от секс | 2015   | Себе си |                | Кратка продукция |
| Мразя себе си 2  | 2015   | Амбър   | Майкъл Галахар | Кратка продукция |

### Музикални видеа
| Година | Заглавие             | Изпълнител   | Роля   | Бележки |
| ------ | -------------------- | ------------ | ------ | ------- |
| 2015   | Another Lonely Night | Адам Ламбърт | Главна |         |

## Награди
| Година | Категория                  | Награда            |
| ------ | -------------------------- | ------------------ |
| 2014   | Значима социална личност   | Logo TV Awards     |
| 2015   | Най-добър канал за красота | The Streamy Awards |